# Estación Líbaros
Líbaros es una estación ferroviaria. La estación, que se encuentra en buen estado, data de 1887 y corresponde al Ferrocarril General Urquiza de la red ferroviaria argentina. Tiene dos andenes para el servicio que recorre desde la Estación Federico Lacroze en Buenos Aires con Posadas. La estación tiene empalmes hacia Paraná (capital de la provincia de Entre Ríos) y Concepción del Uruguay.
También circulan formaciones de carga por parte de la empresa estatal del sector de cargas Trenes Argentinos Cargas.

## Historia
La localidad de Líbaros nació alrededor de la Estación Líbaros del antiguo Ferrocarril Central Entrerriano.Fue fundado el 4 de noviembre de 1898. 
Los límites jurisdiccionales de la junta de gobierno fueron fijados por decreto 6052/1987 MGJE del 9 de octubre de 1987.
Después de haberse suspendido los servicios en 1992, la estación fue cerrada al servicio de transportes de pasajeros hasta el 2003 por la cual la empresa Trenes Especiales Argentinos renueva un servicio de larga distancia entre Federico Lacroze y Posadas con paradas en la estación Basavilbaso varias veces a la semana.